# Loch Lurgainn
Loch Lurgainn is een loch in de Schotse Hooglanden. Het loch ligt 4 km verwijderd van Drumrunie en het landschap rond het loch wordt bepaald door een aantal bergen die populair zijn bij wandelaars en beoefenaars van de klimsport. Stac Pollaidh, 612 m hoog, ligt aan de noordzijde van Loch Lurgainn en andere bergen waaronder Cùl Beag, iets verder naar het oosten.
Loch Lurgain stroomt uit in Loch Bad Na H-Achlaise dat op zijn beurt uitstroomt in Loch Bad A Ghail.